# Овдиенко, Игорь Николаевич
Игорь Николаевич Овдиенко (укр. Ігор Миколайович Овдієнко; 21 октября 1937 — 8 мая 2018) — украинский кораблестроитель, хозяйственный и партийный функционер.
Член Академии наук судостроения Украины, член Академии инженерных наук Украины, член Академии технологических наук Украины, генеральный директор ГП «Судостроительный завод имени 61 комунара» (1986—1994 рр.), генеральный директор Черноморского судостроительного завода (1994—1996 рр.), депутат Николаевского городского совета XIX, XX, XXI и XXII созывов (2006—2011 рр.)

## Биография
Родился 21 октября 1937 года в городе Керчь, Крымская АССР.
В 1961 году окончил Николаевский кораблестроительный институт и пришел работать мастером в судомонтажный цех Черноморского судостроительного завода. Затем был строителем и старшим строителем по механической части.
Сдаточный механик противолодочного крейсера «Ленинград» (спущен на воду 31 июля 1966 года).
Старший строитель научно-исследовательского судна «Академик Сергей Королев» (спущен на воду 1 июля 1969 г.).
С 1978 года – главный строитель ЧСЗ. Ответственный за сдачу тяжелого авианесущего крейсера «Новороссийск» в том же году.
В 1983 – главный инженер, заместитель директора.
С 1986 по 1994 – директор «Судностроительного завода имени 61 коммунара», с 1994 – генеральный директор Черноморского судостроительного завода.
Член Коммунистической партии Украины, представитель фракции коммунистов в Николаевском областном совете.
В 2010 году был награжден званием Почётный гражданин города Николаева.
21 октября 2018 г. за значительный вклад в развитие города Николаева, развитие отечественного судостроения и в честь юбилея награжден почетным знаком «За заслуги перед городом Николаев».
В 2018 году пережил тяжелый инсульт, с которым он был госпитализирован. После болезни состояние его немного улучшилось и казалось, что он пойдет на поправку. Однако 8 мая, около 22 часов, Игорь Овдиенко скончался – предположительно, произошел повторный инсульт.

## Награды
- Орден Ленина;
- Орден Октябрьской Революции;
- Орден Трудового Красного Знамени;
- Звание «Почетный гражданин города Николаева»;
- Почетный знак «За заслуги перед городом Николаев».

## Ссылка
- Игорь Овдиенко: «Мы теряем завод „Океан“» // YouTube